# Santana do Ipanema (gemeente)
Santana do Ipanema is een gemeente in de Braziliaanse deelstaat Alagoas. De gemeente telt 43.699 inwoners (schatting 2009).
De gemeente grenst aan Carneiros, Dois Riachos, Major Isidoro, Olho d'Água das Flores, Olivença, Pernambuco, Poço das Trincheiras en Senador Rui Palmeira.